# Club Natació Catalunya
El Club Natació Catalunya es un club deportivo que fue fundado el 21 de abril de 1931 por entusiastas de la natación.
Es un club cuyo principal objetivo es la promoción de la natación y el waterpolo.

## Historia
Inicialmente, en 1931, tuvo su sede en los Baños Orientales de Barcelona, situados en el barrio de la Barceloneta. En 1972 consiguió del Ayuntamiento de Barcelona la concesión de la Piscina Municipal "Pau Negre". 
El equipo de waterpolo ha estado varios años en división de honor y ha conseguido éxitos deportivos nacionales e internacionales. Actualmente, participa en la división de honor de waterpolo masculino, después de subir de primera y anteriormente de segunda división.

## Palmarés
- 7 veces campeón de la liga española de waterpolo masculino (1988, 1989, 1990, 1992, 1993, 1994, 1998)
- 6 veces campeón de la Copa del Rey de waterpolo masculino (1987, 1988, 1990, 1992, 1994, 1997)
- 1 Copa de Europa de waterpolo masculino (1994-95)
- 1 Recopa de Europa de waterpolo masculino (1991-92)
- 2 Supercopas de Europa de waterpolo masculino (1991-92, 1994-95)
- 2 veces campeón de la liga española de waterpolo femenino (1991, 1989)

## Deportistas relevantes
- Manel Estiarte
- Jesús Rollán
- Jordi Payá
- Sergi Pedrerol
- Manuel Cantero
- Jordi Sans
- Igor Milanović
- Igor Gočanin